# بوب كاتلن
بوب كاتلن (بالإنجليزية: Bob Catlin)‏ هو لاعب كرة قدم أسترالي، ولد في 22 يونيو 1965 في ويمبلي في المملكة المتحدة. لعب مع برمنغهام سيتي وسيدني تايغرز وماركوني ستاليونز ونادي سيدني أوليمبيك ونوتس كاونتي ونيوكاسل بريكرز ونيوكاسل يونايتد جتس.